# Altamira-barlang

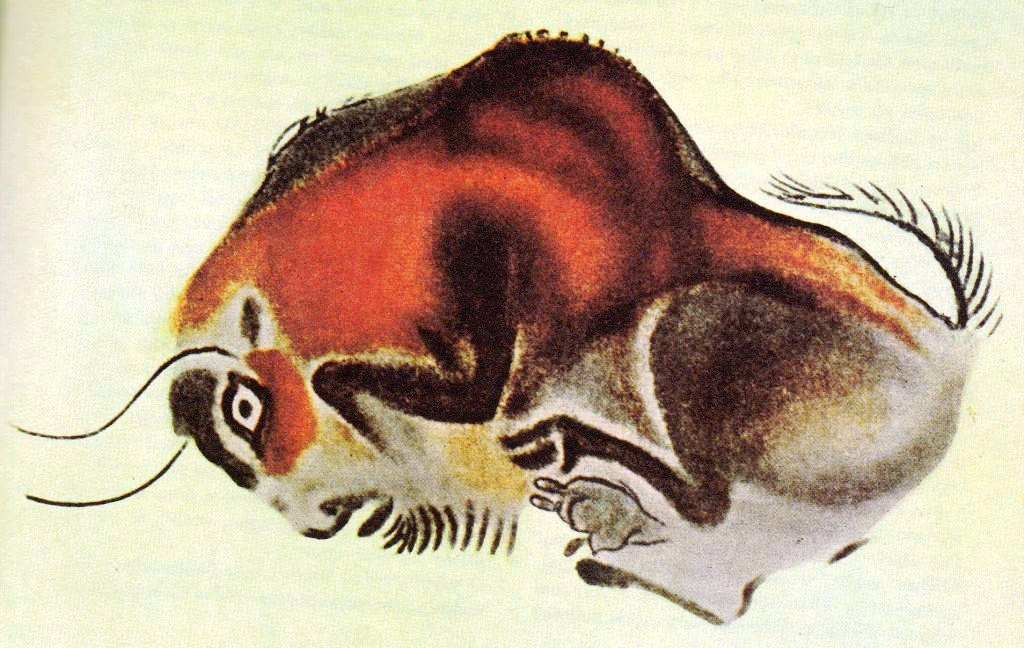
A barlang egyik leghíresebb festménye reprodukciója

Az Altamira-barlang az őskőkorszaki művészet egyik legfontosabb lelőhelye. A spanyolországi Santandertől, Kantábria autonóm közösség székhelyétől mintegy 30 kilométerre nyugatra, az Atlanti-óceán partján fekvő Santillana del Mar település központjától két kilométerre található.
1985-ben az UNESCO a világörökség részévé nyilvánította. 2001-ben nyílt meg turisták számára a barlang „hasonmás” változata, az Altamira Múzeum, a spanyol állam tulajdona (museo estatal). Az épület tervezője Juan Navarro Baldeweg volt, aki a múzeumot minimalista stílusban álmodta meg. A hasonmásbarlang elkészítésére az eredeti képek megőrzése végett volt szükség, mivel korábban ezek állapota a látogatások miatt leromlott. A nyilvánosság számára 1917-ben megnyitott, 1924-ben nemzeti múzeumi státuszt elnyert barlangot a turizmus fejlődésével ugyanis olyan sok látogató kereste fel – 1973-ban például 174 ezer –, hogy az a mikroklíma jelentős megváltozását okozta, ezért a barlangot 1977-ben bezárták, majd 1982-ben azzal nyitották meg újra, hogy a látogatók számát évi 8500-ban maximálták. A hasonmás-barlang megnyitása után 2002-ben az eredetit – azóta is tartó – bizonytalan időre újra bezárták. Mára a hasonmás-barlangba is nehéz bejutni: 25 percenként induló 20 fős csoportokban látogatható, ezért érdemes előre bejelentkezni.
2008-ban a világörökségi helyszínné nyilvánítást kiterjesztették Baszkföld, Asztúria és Kantábria további 17 hasonló barlangjára, ma együttesen Észak-Spanyolország paleolitikus barlangi művészete elnevezéssel illetik.

## A barlang és az őskori ábrázolások felfedezése, tudományos elismertetésük
A barlangot 1868-ban fedezte fel egy helybeli lakos, Modesto Cubillas, amikor vadászat közben a sziklák közti mélyedésben rekedt kutyáját akarta kimenteni. Felfedezésének a környező karsztvidék, a Kantábriai-hegység lejtőinek ezernyi hasonló ürege és barlangja miatt különösebb jelentősége nem volt.
A terület birtokosa, Marcelino Sanz de Sautuola (1831–1888) márki, amatőr paleontológus, bár Cubillastól, akit különböző kétkezi munkákra alkalmazott, tudott a földjén található barlangnyílásról, 1875-ig biztosan nem kereste fel, valószínűleg csak 1876-ban járta be. Ekkor felfedezett ugyan néhány absztrakt rajzolatnak tűnő ábrát, pl. ismétlődő fekete vonalakat, de ezeket nem tartotta emberi eredetűnek. Csak négy évvel később, 1879 nyarán, nyolcesztendős lánya kíséretében tért vissza. Eredeti célja az volt, hogy a barlangban olyan kovaeszközöket keressen, amilyeneket 1878-ban a párizsi világkiállításon látott. Az igazi felfedezést lánya tette, aki – míg apja a barlangnyílás kibontásával foglalatoskodott – beljebb merészkedvén egy oldalsó terem falán és mennyezetén megpillantotta az állatábrázolásokat.
Az őskőkori ember bölények, mamutok, szarvasok és vaddisznók élethű, színes képét festette a falakra. Az agyagtalajban megtalálták a kovaeszközöket is. 
Marcelino Sanz de Sautuola 1880-ban publikált egy kisebb tanulmányt Jegyzetek néhány Santander tartományban található őskori objektum kapcsán címmel, melyben saját másolatait közölte néhány festményről, és azt állította, ezek őskori eredetűek. Tanulmányát megmutatta Juan Vilanovának, a Madridi Egyetem professzorának, a kor legnagyobb tekintélyű geológusának és paleontológusának, aki még abban az évben Sautuolával együtt feltárta a barlangot és hosszabb közleményt írt az eredményekről. A festmények művészi minősége és kitűnő állapota miatt a tudományos közvélemény nem fogadta el őskori eredetüket; úgy tartották, hogy a hamisítványokat Sautuola megrendelésére készítette egy kortárs képzőművész. Az 1880-ban Lisszabonban tartott nemzetközi kongresszuson – elsősorban a francia Gabriel de Mortillet és Émile Cartailhac vezetésével – kigúnyolták a felfedezők állítását; a kongresszus résztvevői annyira komolytalannak tartották a kérdést, hogy fel sem keresték a helyszínt.
Miután a következő évtizedekben számos hasonló lelet került elő, Cartailhac látványosan megváltoztatta véleményét. 1902-ben a L'Anthropologie c. szakfolyóiratban tette közzé híres cikkét Mea culpa d'un sceptique címmel, amelyben őszintén vállalta tévedését, mellyel a tudomány fejlődését éveken át hátráltatta. Mivel a tudományos rehabilitációt a 14 évvel korábban elhunyt Sautuola már nem érte meg, csak lányának ígérhette meg, hogy mindent meg fog tenni édesapja jóhíre helyreállításáért. Valóban, ő és Henri Breuil a következő években több nagy tanulmányban húzta alá Sautuola az Altamira-barlangban tett felfedezésének jelentőségét.
A barlangi festmények keletkezésének idejét az ún. magdaleni kultúra korához kötik. A magdaleni kultúra kb. 10 000-18 500 évvel jelen korunk előtt létezett, és a rajzokat a korszak elején készítették. Még pontosabb lehatárolást tesz lehetővé a geológiai feltárás, amely rávilágított, hogy a barlang nyílását mintegy 13 000 évvel ezelőtt egy sziklaomlás zárta el, és emiatt alkalmatlanná vált az ember megtelepedésére. Az egyéb régészeti vizsgálatokat is figyelembe véve a rajzok készítésének idejét 35-36 ezer évvel ezelőttre helyezik.

## További barlangok Kantábriában a paleolitikumból
A következő barlangok nyitva állnak a látogatók előtt, s akárcsak Altamira, paleolit korból származó emlékeket, festményeket őriznek: 
- Cueva de Chufín – Riclones, Rionansa
- Cueva Hornos de la Peña – Barrio de Tarriba, San Felices de Buelna
- Cueva de Covalanas – Ramales de la Victoria
- Cueva El Pendo – Barrio El Churi, Escobedo de Camargo
- Cueva de Sopeña (Salitre II) – La Cárcoba, Miera
- Cuevas Monte Castillo – Puente Viesgo